# Maurice De Waele
Maurice De Waele, belgijski kolesar, * 27. december 1896, Lovendegem, Flandrija, † 14. februar 1952, Maldegem, Flandrija.
De Waelle je znan kot skupni zmagovalec kolesarske dirke po Franciji v letu 1929, pred tem je bil na teh dirkah drugi (1927) oz. tretji (1929). Leta 1931 je dirko končal na petem mestu. Poleg Toura je v letih 1928-29 zmagal tudi na dirki po Baskiji, leta 1931 pa še na domači dirki po Belgiji.

### Dosežki
- 1927

Tour de France
2. mesto v skupni razvrstitvi
1. mesto v drugi in trinajsti etapi
- 1928

Tour de France
3. mesto v skupni razvrstitvi
1. mesto v osmi in dvajseti etapi
Dirka po Baskiji
1. mesto v skupni razvrstitvi
- 1929

Tour de France
 1. mesto v skupni razvrstitvi
1. mesto v dvajseti etapi
Dirka po Baskiji
1. mesto v skupni razvrstitvi
- 1931

Dirka po Belgiji
1. mesto v skupni razvrstitvi